# Зоя (супутник)

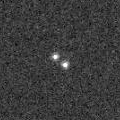
Логос та Зоя на зображенні космічного телескопа Хаббла у 2004 році.

Зоя, (58534) Logos I Zoe — супутник транснептунового об'єкта (58534) Логос. Був виявлений 17 листопада 2001 року за допомогою спостережень космічного телескопа Габбл, групою вчених, які оголосили про відкриття 11 лютого 2002 року. Після відкриття він отримав тимчасове позначення S / 2001 (58534) 1. Після пропозиції, він був офіційно названий (58534) Логос I Зоя. Його орбіта має велику піввісь близько 8010 ± 80 км, а період в 312 ± 3 дні з ексцентриситетом 0,45 ± 0,03. Його орієнтовний діаметр становить 66 км, а маса (0,15 ± 0,02) × 1018 кг.

## Відкриття і позначення
Зоя була відкрита 17 листопада 2001 року при спостереженнях за допомогою Габбла. Про відкриття оголосили 11 лютого 2002 року, об'єкт отримав тимчасове позначення S / 2001 (58 534) 1. Об'єкт офіційно названий на честь гностичної богині Зої.

## Властивості
Зоя обертається навколо Логосу по дуже витягнутій еліптичній орбіті на відстані 4405 - 11 614 км. Так як обидва об'єкти можна порівняти за розмірами і обертаються вони навколо загального центру мас, вони розглядаються як подвійна система ТНО. Ексцентриситет орбіти становить близько 0,45, а її нахил до площини екліптики 121,5 °. Зоя завершує оборот навколо Логосу за 312 днів, що відповідає приблизно 359,4 оборотам за один рік Логосу (бл. 307,03 земних років).

## Фізичні характеристики
Зоя, за оцінками має діаметр 66 км (близько 85,7% від центрального тіла), за умови, що альбедо Логосу і Зої однакові.

## Дослідження
З моменту відкриття Зої за допомогою телескопа Габбла, йде визначення орбітальних характеристик об'єкта.